# بیلیتسکه
شهر بیلیتسکه (به روسی: Білицьке) در استان دونتسک در کشور اوکراین واقع شده‌است. جمعیت این شهر ۱۰٬۰۹۳ نفر  است.